# Sairocarpus elmeri
Sairocarpus elmeri är en grobladsväxtart som först beskrevs av Werner Hugo Paul Rothmaler, och fick sitt nu gällande namn av David A. Sutton. Sairocarpus elmeri ingår i släktet Sairocarpus och familjen grobladsväxter. Inga underarter finns listade i Catalogue of Life.